# Энсеруда
Энсеруда — село в Гунибском районе Дагестана. Входит в состав Тлогобского сельсовета.

## География
Село расположено берегу реки Кудиябор, на расстоянии 9 км к северо-западу от села Гуниб, административного центра района.

## Население
| 1926 | 1939 | 1970 | 1989 | 2002 | 2010 | 2021 |
| ---- | ---- | ---- | ---- | ---- | ---- | ---- |
| 18   | ↗32  | ↗41  | ↘36  | ↗43  | ↘42  | ↗51  |